# Comuna Novoivanivka, Ciornomorske
Novoivanivka (în ucraineană Новоіванівка) este o comună în raionul Ciornomorske, Republica Autonomă Crimeea, Ucraina, formată din satele Hmelove și Novoivanivka (reședința).

## Demografie
Componența lingvistică a comunei Novoivanivka
     Rusă (63,75%)
     Ucraineană (17,24%)
     Tătară crimeeană (12,8%)
     Alte limbi (0,27%)
Conform recensământului din 2001, majoritatea populației comunei Novoivanivka era vorbitoare de rusă (63,75%), existând în minoritate și vorbitori de ucraineană (17,24%) și tătară crimeeană (12,8%).